# Eva Veldhoen
Eva Veldhoen (11 december 1958) is een Nederlandse kunstenares.

## Biografie
Eva Veldhoen is de oudste dochter van Aat Veldhoen uit zijn eerste huwelijk met Lotje Ruting en een kleindochter van Lotte Ruting.
Ze studeerde mode en scenografie aan de Gerrit Rietveld Academie 1980-5.
Haar ontwerpen zijn gebaseerd op de vorm en principes van de waaier. Ze maakt decors en accessoires voor modeshows, theaterproducties, en festivals; daarnaast maakt ze ook autonome kunstwerken. Haar werk werd aangekocht door onder meer The Smithsonian Institute, en de Fan Museum Trust in Londen.